# Tartegnin
Tartegnin je obec na jihozápadě Švýcarska v okrese Nyon v kantonu Vaud. Leží poblíž Ženevského jezera. Žije zde 248 obyvatel.

## Geografie
Tartegnin leží v nadmořské výšce 492 m, vzdušnou čarou 11 km severovýchodně od okresního města Nyon. Vinařská obec se nachází na mírně vyvýšeném místě na nižším jižním svahu oblasti Vaud Côte uprostřed vinic na říčce Flon, v panoramatické poloze asi 120 metrů nad hladinou Ženevského jezera.
Území obce o rozloze pouhých 1,1 km² zahrnuje část v centrální části oblasti Vaud Côte. Území obce se táhne v úzkém pásu od úpatí svahu na sever přes viniční trať a přilehlý lesem porostlý strmý svah až do výšky u La Gillière. Zde se nachází nejvyšší bod Tartegninu ve výšce 810 m nad mořem. Východní hranici tvoří potok Flon. V roce 1997 tvořila 7 % rozlohy obce zastavěná plocha, 40 % lesy a lesní porosty a 53 % zemědělství.
K Tartegninu patří také několik vinic. Sousedními obcemi jsou Gilly, Essertines-sur-Rolle, Mont-sur-Rolle a Rolle.

## Historie
První zmínka o obci pochází z 11. století a nese název Tritiniaco. Později se objevily názvy Tertygnens (1265) a Tertinnie. Tartegnin patřil od středověku k panství Mont-le-Vieux. Po dobytí Vaudu Bernem v roce 1536 přešla vesnice pod správu panství Morges. Po pádu Staré konfederace patřila obec v letech 1798–1803 v období helvétského soustátí ke kantonu Léman, který byl poté po vstupu v platnost Ústavy o zprostředkování sloučen s kantonem Vaud. Roku 1798 byla přičleněna k okresu Rolle.

## Obyvatelstvo
| Rok            | 1850 | 1900 | 1910 | 1930 | 1950 | 1960 | 1970 | 1980 | 1990 | 2000 |
| Počet obyvatel | 197  | 174  | 165  | 160  | 146  | 137  | 123  | 130  | 179  | 194  |

86,1 % obyvatel hovoří francouzsky, 4,1 % anglicky a 3,6 % portugalsky (stav v roce 2000). V roce 1900 měl Tartegnin celkem 174 obyvatel. Poté, co počet obyvatel do roku 1970 klesl na 123, je od té doby opět patrný zřetelný vzestupný trend.

## Hospodářství
Až do druhé poloviny 20. století byla obec Tartegnin převážně zemědělskou obcí. Zemědělství hraje i dnes důležitou roli jako zdroj příjmů obyvatel. Vinice se pěstují po celém úbočí Côte pod nadmořskou výškou 550 až 600 metrů. Další pracovní příležitosti jsou k dispozici v sektoru služeb. V posledních desetiletích se obec díky své atraktivní poloze rozvinula v rezidenční obec. Mnoho pracujících pracuje mimo obec a někteří dojíždějí až do Lausanne a Ženevy.

## Doprava
Obec má dobré dopravní spojení. Leží přímo nad hlavní silnicí vedoucí z Nyonu po svazích Côte do Aubonne. Dálniční křižovatka Rolle na dálnici A1 (Ženeva–Lausanne), která byla otevřena v roce 1964, je vzdálena asi 2 km od obce. Tartegnin je napojen na síť veřejné dopravy prostřednictvím postbusové linky z Rolle do Glandu.